# دریاچه تایمیر
دریاچه تایمیر (به لاتین: Lake Taymyr) یک دریاچه در روسیه است که در سرزمین کراسنویارسک واقع شده‌است.